# Premio del Sindicato de Guionistas 1950
La 3ª edición de los Premios del Sindicato de Guionistas de Estados Unidos otorgados a los mejores guionistas de cine de 1950. Los ganadores fueron anunciados en 1951.

## Nominados y ganadores[2]

### Cine
Los ganadores están listados primero y destacados en negrita.
| Mejor Guion de un tema Americano - The Men – Carl Foreman - Broken Arrow – Albert Maltz; basado en la novela de Elliott Arnold - No Way Out – Joseph L.Mankiewicz y Lesser Samuels - Panic in the Streets – Richard Murphy, Daniel Fuchs, basado en una historia de Edna Anhalt y Edward Anhalt - The Asphalt Jungle – Ben Maddow y John Huston; basado en la novela de W. R. Burnett | Mejor Guion Western - Broken Arrow – Albert Maltz - A Ticket to Tomahawk – Mary Loos y Richard Sale - Devil's Doorway – Guy Trosper - Rio Grande – James McGuinness - The Gunfighter – William Bowers y William Sellers; argumento de William Bowers y André de Toth - Winchester '73 – Robert L. Richards y Borden Chase; argumento de Stuart N. Lake |
| Mejor Guion en Musical - Annie Get Your Gun – Sidney Sheldon - My Blue Heaven – Lamar Trotti y Claude Binyon - Summer Stock – George Wells y Sy Gomberg; argumento de Sy Gomberg - The West Point Story – John Monks Jr., Charles Hoffman e Irving Wallace - Three Little Words – George Wells                                                                                        | Mejor Guion Dramático - Sunset Boulevard – Charles Brackett, Billy Wilder y D.M. Marshman Jr. - All About Eve – Joseph L. Mankiewicz - Panic in the Streets – Richard Murphy; argumento de Edna Anhalt y Edward Anhalt - The Asphalt Jungle – Ben Maddow y John Huston - The Men – Carl Foreman                                                        |
| Mejor Guion de Comedia - All About Eve – Joseph L. Mankiewicz - Adam's Rib – Ruth Gordon y Garson Kanin - Born Yesterday – Albert Mannheimer, basado en la obra de Garson Kanin - Father of the Bride – Frances Goodrich y Albert Hackett; basado en la novela de Edward Streeter - The Jackpot – Phoebe Ephron y Henry Ephron; argumento de John McNulty                             | |